# Maison d'Adhémar
Pour les articles homonymes, voir Adhémar et Familles d'Adhémar.
Pour l’article ayant un titre homophone, voir Adémar.
La maison d'Adhémar était une illustre et ancienne famille de la noblesse du Dauphiné. Elle fut au Moyen Âge l'une des plus puissantes de sa province. Des généalogies anciennes et controversées lui ont donné sans preuves des origines fantaisistes et des familles homonymes ont prétendu s'y rattacher.
 
Elle s'est éteinte, dans les mâles, en 1559 avec la mort de Louis Adhémar de Monteil de Grignan (son neveu, Gaspard de Castellane, mort en 1563, reprit le nom et se fit appeler de Castellane Adhémar de Monteil de Grignan).
La maison d'Adhémar est en réalité connue depuis le XIe siècle, époque où elle possédait en Dauphiné l'importante seigneurie de Monteil qu'on appela plus tard, du nom de ses seigneurs, Monteil-Adhémar et par corruption Montélimar. Elle s'est éteinte au XVIe siècle.

## Histoire
Au XIe siècle, la famille Adhémar, sans doute originaire du Royans, assied peu à peu son autorité autour de l'importante seigneurie de Monteil qui deviendra Montélimar - Montilium Adhemarrii - dont le nom est probablement issu du comte Adhémar qui vivait au XIe siècle et qui est probablement le fondateur du premier château - château de Château Vieux - qu'il érige sur la hauteur dominant l'antique site d'Acunum,.
Les Adhémar vont construire autour de leur fief de nombreux châteaux stratégiques: Savasse, Rochemaure, Monteil, Allan attesté dès 1138, Châteauneuf, La Garde, Grignan, manoir féodal à Saint-Paul-Trois-Châteaux, etc... Au XIIe siècle, ils font construire leur palais de Monteil sur le plateau de Narbonne à la place du vieux château.
Pour mieux s'imposer aux yeux des autres dynasties seigneuriales dont celles des comtes de Poitiers-Valentinois, les Adhémar demandent l'investiture de l'empereur Frédéric Barberousse en 1164, qui leur confirme leurs privilèges, s'assurant ainsi la partie la plus précieuse de leur territoire, la grasse plaine de la Valdaine avec pour centre Cléon-d'Andran.
Vers 1198 la seigneurie de Monteil est détenue en indivision par trois cousins: Giraud V Adhémar de Grignan, Lambert Ier Adhémar de La Garde et Giraud Adhémar de Rochemaure, et comptera à son apogée une trentaine de châteaux.
Le pape Innocent III excommunia le 15 avril 1212 les deux cousins Giraud V de Grignan et Lambert de La Garde pour avoir, entre autres, pactisé avec Raymond VI lors de la croisade contre les Albigeois. Mais la famille Adhémar de Monteil resta fidèle au catholicisme pendant les guerres de religion.
Controverses et non consensus sur l'origine des premiers Adhémar
Pour Jean-Baptiste-Pierre Jullien de Courcelles, aurait vécu en l'an 1000 un Giraud Adhémar Ier, premier comte d'Orange, ayant eu deux fils: 
- Giraud-Hugues, premier baron de Grignan et premier seigneur de Monteil dont il sera question plus loin et
- Rambault, l'aîné, deuxième comte d'Orange en 1040.

Ce Rambault serait donc le deuxième représentant d'une lignée assez courte des Adhémar, comtes d'Orange, avec de père en fils aînés:
- Bertrand, en 1060
- Rambault II, mort lors de la première croisade
- Giraud II[Note 3], qui consentit à l'élection du 27 août 1107 d'Aimar Bérenger de Morges à l'évêché d'Orange à Sorgues, mort sans postérité peu avant 1115 et à qui succéda sa sœur:
- Tiburge d'Orange, comtesse d'Orange à partir de 1115, mariée vers 1130 à Guillaume de Montpellier, seigneur d'Omelas, le titre de comte d'Orange passant ensuite par alliance dans la famille des Baux.

Selon Joseph Cyprien Nadal la filiation de la maison Adhémar ne peut être attestée qu'à partir du premier baron de Grignan: Hugues Adhémar, seigneur de Monteil et vicomte de Marseille. Entre 1032 et 1045, après une jeunesse consacrée à la carrière des armes, il se marie avec Marthe de Toulouse et se fixe dans sa baronnie de Grignan. Il aura, entre autres, cinq garçons:
- Giraud Ier, l'aîné, mort en 1095, sera le deuxième baron de Grignan à partir de 1077.
- Adhémar, après un début de carrière militaire, sera chanoine de Valence puis évêque du Puy en 1087; lors du concile de Clermont, il prêchera aux côtés du pape Urbain II la première croisade[6] à laquelle il participera en tant que légat apostolique avec son frère Guillaume et ses quatre neveux, fils de Giraud Ier: Lambert (troisième baron de Grignan) mort en 1099 sous les murs de Jérusalem, Giraud II (quatrième baron de Grignan), Giraudet à l'origine de la branche cadette des seigneurs de La Garde, et Giraudonnet mort lui aussi en 1099 sous les murs de Jérusalem, après son oncle Adhémar victime de la peste le 1er août 1098 à Antioche.
- Gaucher, moine, puis abbé de Notre-Dame-d'Aiguebelle-de-Montjoyer, première du nom. En effet cette première abbaye Notre Dame d'Aiguebelle fut fondée en 1045 par le premier baron de Grignan, Hugues Adhémar, pour son fils Gaucher, avec l'assentiment et sur les terres de son voisin le seigneur de Rochefort, dans la forêt de Montjoyer. Elle fut consacrée le 25 mars 1045 par Odalric III, évêque de Saint-Paul-Trois-Châteaux[7]. Soumise aux vicissitudes guerrières de l'époque, elle fut abandonnée en 1137 et refondée non loin de là sur la terre de Réauville par Gontard Loup, seigneur de Rochefort[8]. Elle subsiste encore de nos jours au même endroit, mais dépend administrativement de la commune de Montjoyer, ce village ayant été bâti depuis sur le site de la première abbaye.
- Guillaume-Hugues, moine à La Garde au couvent Notre-Dame-du-Val-des-Nymphes dont il deviendra le prieur, mort devant Jérusalem en 1099 peu après ses deux neveux Lambert et Giraudonnet décédés le Vendredi saint.
- Hugues, époux d'Agathe de Foix, recevra en apanage la ville de Lombers et sera à l'origine de la branche languedocienne des Adhémar seigneurs de Lombers-en-Albigeois éteinte au XIVe siècle[9].

## Généalogie
La famille Adhémar a donné naissance à trois branches principales co-seigneurs de Monteil:
- la branche aînée des barons puis comtes de Grignan, éteinte en 1559 par défaut d'héritier mâle, le nom étant relevé par le fils unique de Blanche Adhémar de Monteil de Grignan (sœur de Louis) et de Gaucher de Castellane pour donner naissance à la maison des Adhémar de Monteil Castellane, comtes de Grignan sous condition d'abandonner le patronyme Castellane.
- la branche des seigneurs de La Garde, éteinte en 1528 pour la même raison
- la branche des seigneurs de Rochemaure avec deux séries successives, l'une éteinte en 1296 et l'autre en 1410.

### Les Adhémar, barons de Grignan
- 01 Hughes, père fondateur de la dynastie, baron en 1045, mort entre décembre  1076 et avril 1077 (testament le 3 décembre 1076, confirmé par sa veuve Marthe de Toulouse le 3 mai 1077[11])
- 02 Giraud Ier, 1077, mort en 1095
- 03 Lambert, 1095, fils du précédent, mort en 1099 devant Jérusalem, sans postérité
- 04 Giraud II, 1099, frère de Lambert, mort entre 1120 et 1121
- 05 Giraud III, 1121
- 06 Giraud IV, 1164
- 07 Giraud V
- 08 Giraud VI, mort en 1230, lègue sa baronnie à son neveu Giraudet, fils de Giraudet, seigneur de Nyons
- 09 Giraudet, mort en 1240 sans postérité, neveu de Giraud VI
- 10 Aimar, frère de Giraud VI, hérite en 1240 de son neveu
- 11 Guillaume, dit le Gros, 1273, mort en 1283
- 12 Giraud VII, 1283
- 13 Giraud VIII, 1311
- 14 Giraud IX, 1321
- 15 Giraud X, 1360
- 16 Giraud XI, mort en 1395 sans héritier
- 17 Guyot, frère cadet de Giraud XI, mort vers 1420
- 18 Giraud XII, mort en 1462, dont le 3e fils, Guillaume, devint évêque de St Paul-Trois-Châteaux en 1482
- 19 Giraud XIII, 1470, mort sans postérité
- 20 Gaucher, 1490, mort en 1519, frère du précédent
- 21 Louis, 1519, mort en 1559.

Si Louis Adhémar de Monteil fut le dernier baron de Grignan, il en fut également le premier comte. En effet c'est grâce aux éminents services rendus auprès de François Ier puis d'Henri II que ce dernier érigea le 4 juin 1558 la baronnie de Grignan en comté en lui adjoignant les terres de Chamaret, Aleyrac et Clansayes.
Louis décédant sans héritier mâle le 19 octobre 1559, c'est son neveux Gaspard II de Castellane, fils de Blanche Adhémar de Monteil, sœur de Louis, et de Gaspard de Castellane, baron d'Entrecasteaux, membre d'une autre illustre dynastie provençale remontant elle aussi au XIe siècle, qui hérite de sa mère les nom, armes et propriétés des Adhémar de Monteil en obtenant du parlement de Toulouse l'annulation du testament de son oncle instituant comme légataire universel François de Lorraine, duc de Guise entretemps décédé (en février 1563). Il devient ainsi, par substitution, la souche d'une nouvelle série des comtes de Grignan sous le nom de Gaspard (de Castellane) Adhémar de Monteil comte de Grignan mais ni lui ni ses descendants ne portèrent plus officiellement le nom de Castellane juste le titre de baron d'Entrecasteaux en sus du titre de comte de Grignan.

### Les (Castellane) Adhémar de Monteil, comtes de Grignan
- Gaspard Adhémar de Monteil de Grignan, 1559, mort en 1563
- Louis Adhémar de Monteil de Grignan, 1563, mort en 1598
- Louis-François Adhémar de Monteil de Grignan, 1598, mort en 1624
- Louis-Gaucher Adhémar de Monteil de Grignan, 1624, mort en 1668
- François Adhémar de Monteil, comte de Grignan, 1668, mort en 1714, gendre de l'épistolière Madame de Sévigné.

Les (Castellane) Adhémar de Monteil de Grignan ont aussi donné à la France plusieurs ecclésiastiques de haut-rang : fait rarissime, deux des fils du comte Louis-François, Jacques et François, puis deux des fils du comte Louis-Gaucher, Jean-Baptiste et Louis-Joseph, donc frères de François dernier comte de Grignan, ont été faits évêques.

### Les Adhémar, seigneurs de La Garde
Fondateur de la première branche cadette, Giraudet, troisième fils de Giraud Ier, lui-même deuxième baron de Grignan, épouse le 18 avril 1104 Alix de Polignac, sœur d'Héracle, vicomte de Polignac. Ils auront deux fils: Guillaume-Hugues, deuxième seigneur de La Garde & Giraud, fondateur de la branche de Rochemaure.
- 01 Giraudet
- 02 Guillaume-Hugues
- 03 Lambert Ier
- 04 Hugues Ier, époux d'Alix de Belvèse
- 05 Lambert II, testament en 1290, qui épouse sa cousine Méraude dernière représentante de la première série des seigneurs de Rochemaure et dont le quatrième fils, Giraud-Adhémar, héritera du titre et des terres de Rochemaure; .
- 06 Hugues II
- 07 Hugues III dont le fils Aymar sera évêque de Metz en 1327 et mourra à Metz le 12 mai 1361.
- 08 Lambert III
- 09 Hugues IV
- 10 Lambert IV, mort sans postérité en 1424, fils de Hugues IV
- 11 Louis, frère du précédent
- 12 Hugues dit Gouver
- 13 Charles
- 14 Christophe
- 15 Louis, baron de La Garde, tué par les Suisses lors des guerres italiennes de François Ier
- 16 Antoine, frère du précédent

Ce dernier représentant de la lignée meurt dans le Milanais à la tête de son armée sans autre héritier que son épouse Geneviève Odoard qui cède biens et titres à son cousin par alliance Louis Adhémar de Grignan qui en fait donation le 23 juillet 1543 à Antoine Escalin, le célèbre capitaine Paulin.

### Les Adhémar, seigneurs de Rochemaure
Deux séries de filiation toutes deux issues de la branche de La Garde.
La première commence en 1140 avec Giraud de Rochemaure, deuxième fils de Giraudet de La Garde, premier seigneur de La Garde depuis 1095, et s'éteint en 1296 ou 1316 avec une fille, Méraude :
- Giraud Ier, épouse Tiburge Pelet d'Alais
- Giraud II, épouse en 1232 Méraude de Bauvoir
- Giraud III, mort en 1291
- Giraudet (substitué à son frère aîné Giraud IV pré-décédé) mort sans héritier en 1296 ou 1316.

Méraude, sœur de Giraudet, en épousant son cousin Lambert II de La Garde permet à leur quatrième enfant d'hériter directement de la seigneurie de Rochemaure sous le nom de Giraud Ier et d'initier la deuxième série qui disparait des actes officiels à partir de 1361 et comprend :
- Giraud Ier dont le deuxième fils serait Hugues Adhémar, évêque d'Orange et de Saint-Paul-Trois-Châteaux au XIVe siècle.
- Giraud II dont le fils Amédée sera évêque de Grasse en 1363
- Giraud III, mort en 1360 en laissant un enfant en bas âge et donc sous la tutelle de sa mère Tassette des Baux
- Giraud IV, mort sans héritier après avoir testé le 7 mars 1410 et dont les archives ne parlent plus à partir de 1361, sa mère ayant négocié l'abandon de sa suzeraineté pour un tiers sur la ville de Monteil[14],[15],[16]

## Personnalités
- Le représentant le plus illustre de cette maison serait Adhémar de Monteil, évêque du Puy, un des chefs de la première croisade, auteur présumé du Salve Regina et légat du pape durant la première croisade à laquelle il participa aux côtés de ses frères.
- Aimar Adhémar de Monteil, évêque de Saint-Paul-Trois-Châteaux (1112-1119).
- Hugues Aimery, probablement Hugues Adhémar de Monteil de Rochemaure[17], évêque de Saint-Paul-Trois-Châteaux (1328-1348).
- Aymar Adhémar de Monteil de La Garde († 1361), évêque de Metz (1327-1361).
- Guillaume Adhémar de Monteil de Grignan, évêque de Saint-Paul-Trois-Châteaux (1482-1516)[18].
- Jacques de Castellane Adhémar de Monteil de Grignan († 1674), évêque d'Uzès.
- François de Castellane Adhémar de Monteil de Grignan (1603-1689), évêque de Saint-Paul-Trois-Châteaux, archevêque d'Arles (1644-1689).
- Jean-Baptiste de Castellane Adhémar de Monteil de Grignan (1638-1697), neveu du précédent, coadjuteur de l'archevêché d'Arles, archevêque de Claudiopolis, archevêque d'Arles (1689-1697).
- Louis Joseph de Castellane Adhémar de Monteil de Grignan (1650-1722), évêque d'Évreux, évêque de Carcassonne.

## Galerie de portraits

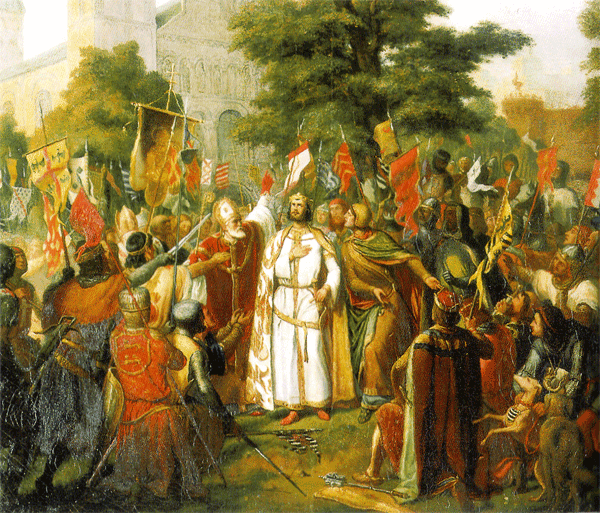
Raymond de Saint-Gilles, Adhémar de Monteil et les Provençaux.
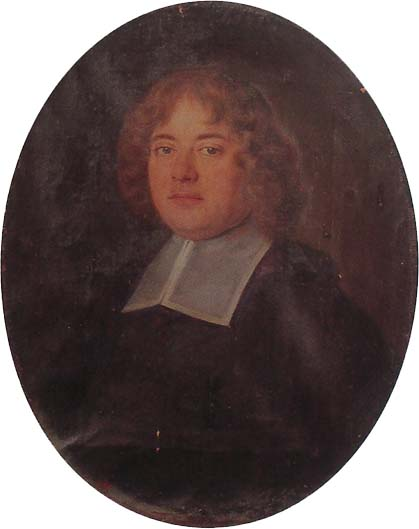
Louis Joseph Adhémar de Monteil de Grignan, évêque de Carcassonne
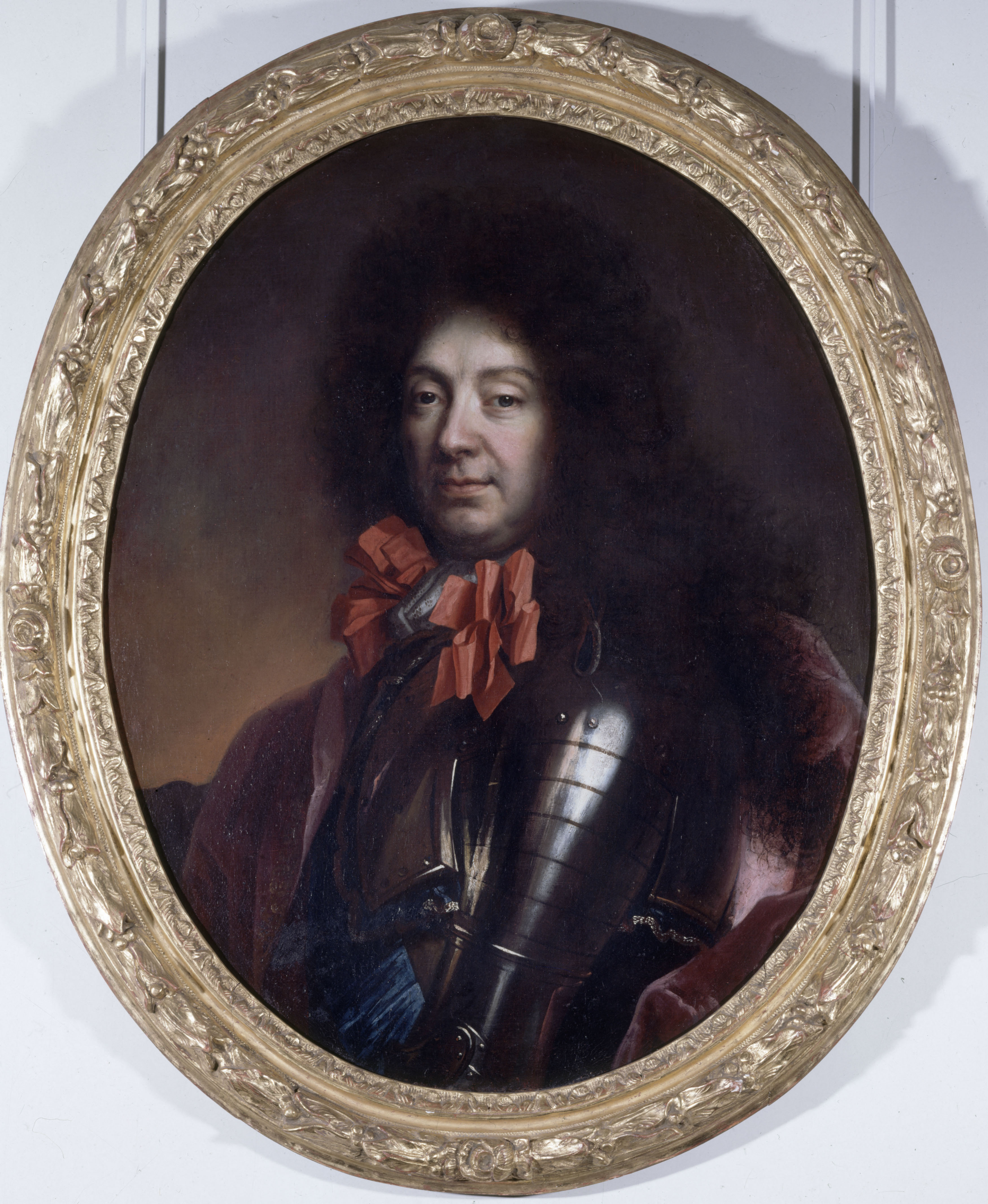
François de Castellane Adhémar de Monteil de Grignan

## Châteaux et seigneuries
- château de Grignan
- château de Rochemaure
- château des Adhémar à Montélimar
- La Garde-Adhémar
- Grillon (Vaucluse) (les Adhémar de Monteil en conservèrent les revenus jusqu'en 1429. Le dernier seigneur, Géraud d'Adhémar accorda le droit aux Grillonais de s'imposer)
- Bollène (Géraud Adhémar III vend le château, en 1227 au prieur de Bollène. Le reste du fief sera acquis par le prieur en 1387, en même temps que le fief de Chabrières)

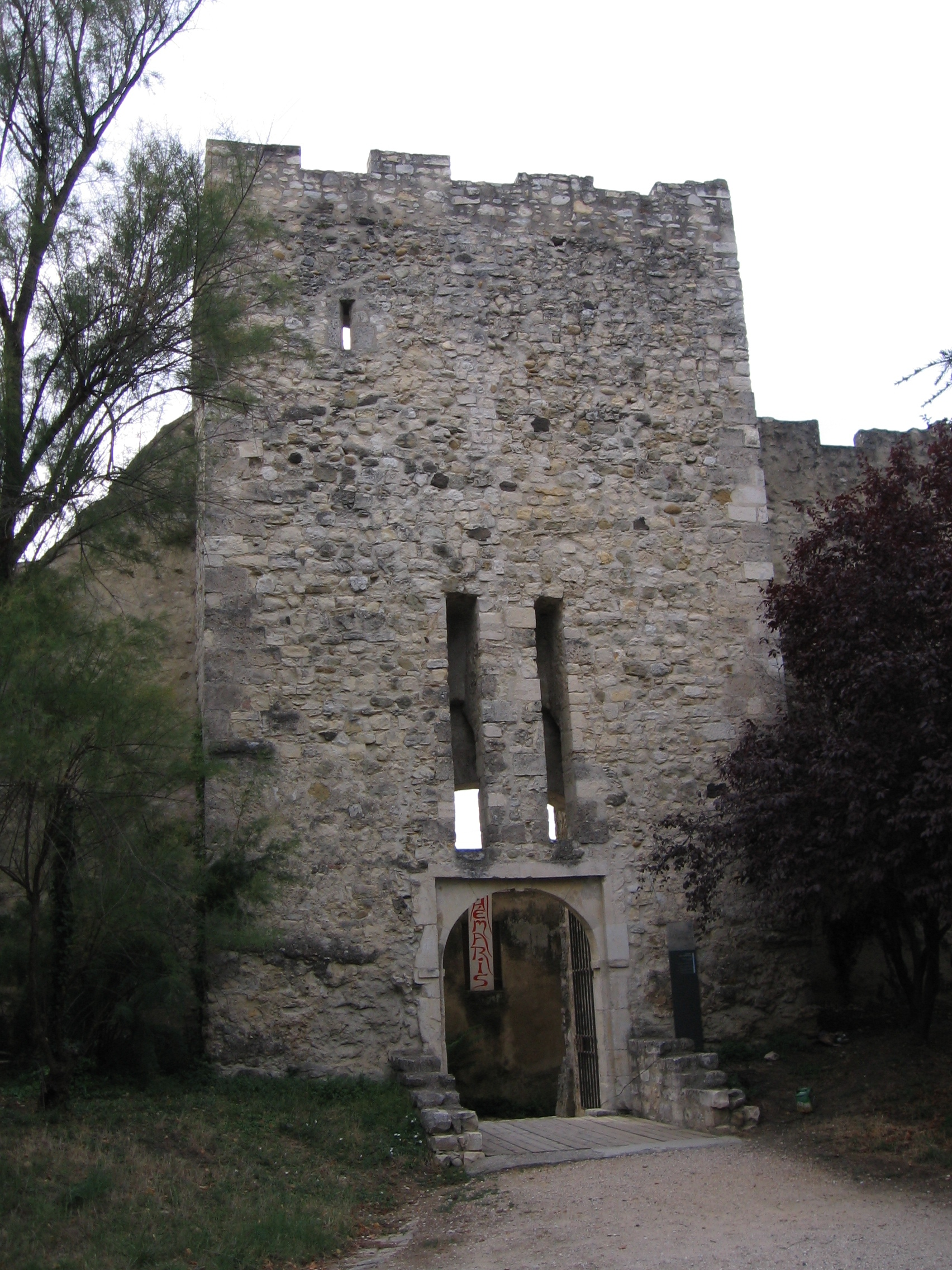
Château des Adhémar à Montélimar
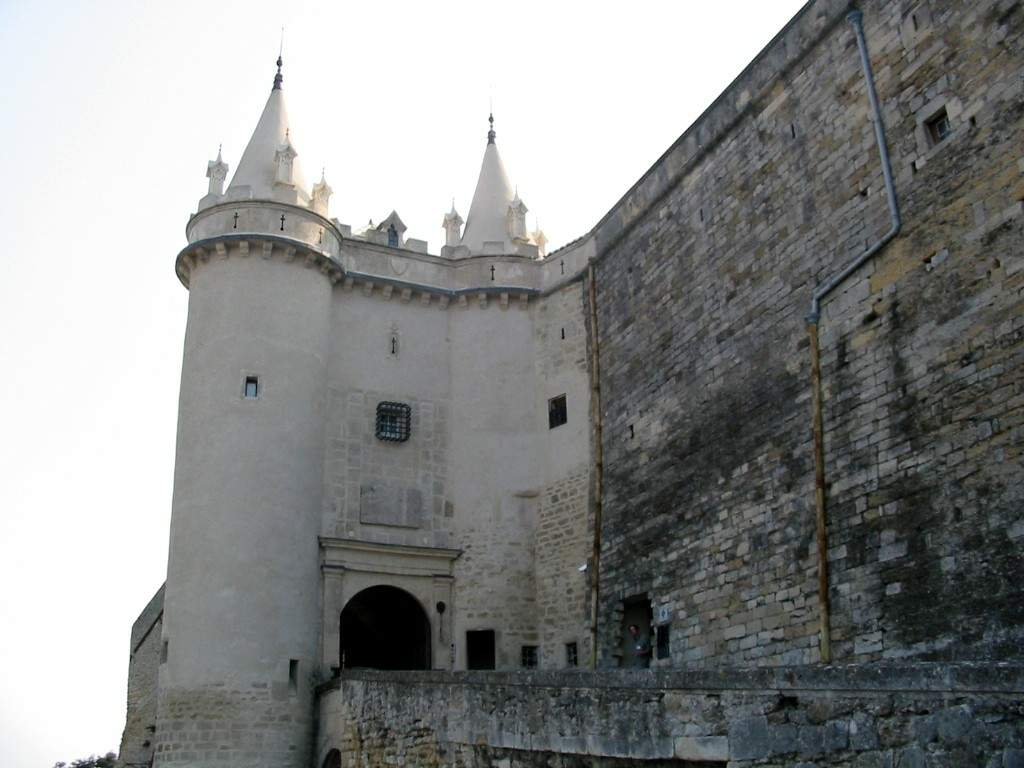
Châtelet d'entrée du château de Grignan
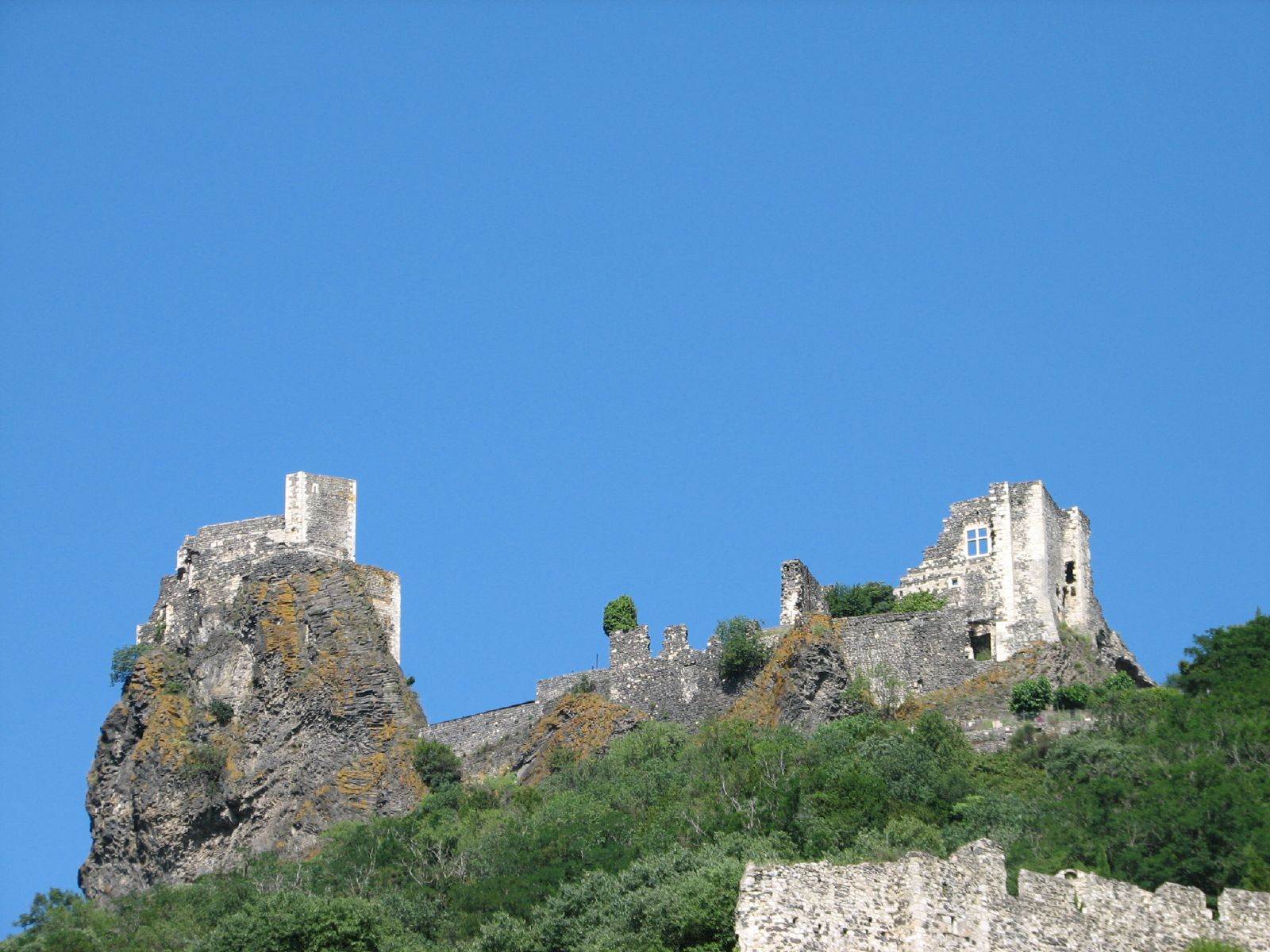
Château de Rochemaure

## Armes et devise
Les armes primitives de la famille sont « d'or à trois bandes d'azur ». En France, elle porta également « de gueules à la tour d'or donjonnée de trois tourelles du même » (provenant de la maison de Castellane). Les armes actuelles sont « parti de France ancien et de Toulouse ; sur le tout, d'or à trois bandes d'azur, avec comme cimier un lion issant au naturel, tenant une banderole inscrite des mots "lancea sacra" ». Leur devise, « plus d'honneur que d'honneurs », est, encore une fois, celle des Castellane (écrite en provençal).
| Image | Armoiries de la famille |
| ----- | --- |
|       | Armes primitives (Adhémar de Monteil) D'or, à trois bandes d'azur,. On trouve aussi les armes antiques brisées d'un filet brochant en barre. |
|       | Adhémar de Monteil Écartelé : au 1, d'or, à trois bandes d'azur, (Adhémar) ; au 2, de gueules, au château donjonné de trois tours d'or (Castellane) ; au 3, de gueules, au lion d'argent, la queue nouée, fourchée et passée en sautoir, au canton d'hermine; au 4, de gueules, à la croix alaisée d'or, cantonnée de quatre quintefeuilles du mesme. |
|       | Adhémar de Grignan Écartelé: aux 1 et 4, d'or, à trois bandes d'azur (Adhémar); aux 2 et 3, de gueules, au château d'or, sommé de trois tours du même (Castellane),. |
|       | Adhémar dit « de La Garde » De gueules, à trois croix cléchées et pommetées d'or. La croix des armoiries figure comme différent sur les florins d'or d'Étienne de La Garde, archevêque d'Arles. |

### Devise et cri
- Devise : « Plus d'honneur que d'honneurs[20],[21] »

« La devise "Plus d'honneur que d'honneurs" a pour corps les trois bandes des armoiries d'Adhémar. La bande, dans les pièces honorables de l'écu, symbolise l'écharpe du chevalier. Or dans la Rome antique, comme plus tard dans les Gaules, le collier, la ceinture, l'écharpe et l'anneau étaient appelés « honneurs ». On en dépouillait les traîtres et les félons ».
- Cri : « LANCEA SACRA » (en français : « Lance sacrée »)

« Quant au cri Lancea sacra, nous le croyons inspiré par un épisode de la première croisade. La lance qui perça le côté de « Notre-Seigneur », retrouvée miraculeusement, fut portée au milieu d'une escorte choisie, à presque toutes les batailles, probablement par Adhémar de Monteil, l'illustre évêque du Puy-en-Velay, qui fut enseveli dans l'église Saint-Pierre d'Antioche, au lieu même où la Sainte Lance avait été découverte ».

## Alliances
Les principales alliances de la famille d'Adhémar sont : de Mévouillon, de Montauban, de Polignac (1095), des Baux (1190), de Lautrec (1240), de Pracomtal (1310), de Sabran, de Joyeuse (1345), de Montfort (1450), de Saint-Priest (1504), de Barjac (1511).